# Spix-Museum

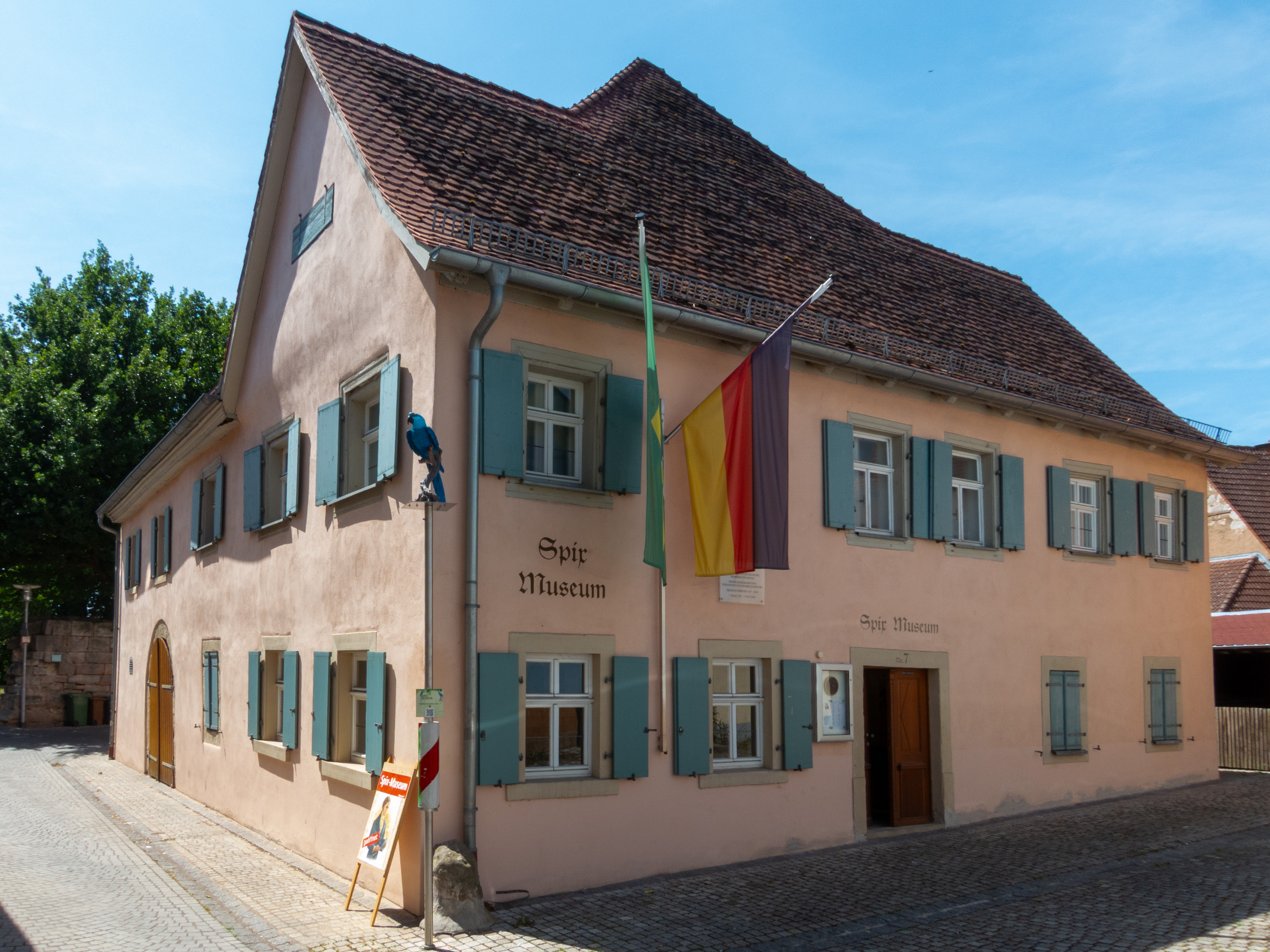
Spix-Museum im Geburtshaus von Johann Baptist von Spix in Höchstadt an der Aisch

Das Spix-Museum ist dem Naturforscher Johann Baptist von Spix gewidmet, der als Begründer der Zoologischen Staatssammlung München gilt. Es befindet sich in seinem Geburtshaus in der Altstadt von Höchstadt an der Aisch in Bayern. Das 2004 eröffnete Museum wird vom örtlichen Ritter von Spix Förderverein ehrenamtlich betreut.

## Geschichte
Johann Baptist Spix wurde am 9. Februar 1781 als siebtes von elf Kindern in dem Haus geboren, in dem seine Familie seit zwei Generationen lebte und sein Großvater und sein Vater als Bader tätig waren. Nach Schule und Studium in Bamberg und Würzburg kam er 1808 an die Bayerische Akademie der Wissenschaften nach München. Während eines Studienaufenthalts in Paris lernte er die zoologischen Sammlungen des nationalen Naturkundemuseums kennen. Im April 1811 wurde Spix zum Konservator einer eigenständigen zoologisch-zootomischen Sammlung der Akademie ernannt, aus der die heutige Zoologische Staatssammlung München hervorgegangen ist. Bekanntheit erlangte er durch seine Reise von 1817 bis 1820 in das damals noch weitgehend unerforschte Brasilien, von der neben umfangreichen Berichten wissenschaftlich wertvolle zoologische, botanische und ethnologische Objekte in den Staatlichen Naturwissenschaftlichen Sammlungen und dem Museum Fünf Kontinente erhalten sind.
Das Haus in Höchstadt diente ab 1830 als Gerberei und seit Beginn des 20. Jahrhunderts als Ackerbürgerhaus. Nach dem Tod der letzten Eigentümerin im Jahr 1975 gelangte es in den Besitz der Stadt, die es zeitweilig als Obdachlosenunterkunft nutzte. Ebenso wie der 1994 gegründete Ritter von Spix Förderverein e. V. forderte das Landesamt für Denkmalpflege die Instandsetzung des geschützten Baudenkmals. Nach umfassender Gebäudesanierung wurde das Museum am 25. Juni 2004 eröffnet.
2018/2019 erfolgte mit Unterstützung der Landesstelle für die nichtstaatlichen Museen in Bayern eine Neugestaltung der Ausstellungsräume. Das Spix-Museum wurde 2021 als ehrenamtlich geführtes Haus mit dem Bayerischen Museumspreis ausgezeichnet.

## Ausstellung
Im Eingangsbereich der fünf Räume umfassenden Ausstellung erläutern Text- und Bildtafeln die Geschichte des Hauses und das Leben und Wirken des Johann Baptist Ritter von Spix. Eine Karte veranschaulicht den Verlauf der Brasilienreise, die der Zoologe Spix zusammen mit dem Botaniker Carl Friedrich Philipp von Martius von 1817 bis 1820 im Auftrag des bayerischen Königs Maximilian I. Joseph unternahm. Neben der Erforschung der Tier- und Pflanzenwelt galt ihr Interesse den dort lebenden indigenen Völkern. Die Ausstellung thematisiert auch das Schicksal der beiden nach ihren Volksstämmen Juri und Miranha genannten Jugendlichen, die Spix und Martius bei ihrer Rückkehr nach München brachten und die dort nach wenigen Monaten starben. Die Forscher veröffentlichten zwischen 1823 und 1831 eine Reisebeschreibung in drei Bänden, von der eine aufwendig gestaltete Erstausgabe im Museum zu sehen ist. Nachdrucke von Spix’ Werken können in einem Nebenraum eingesehen werden. Kurzfilme und eine Medienstation zeigen weiterführende Informationen.
Im Urwalddiorama ist ein Stück Regenwald mit Licht- und Toneffekten nachgestellt. In den Räumen sind ethnologische Objekte, Mineralien und Tierpräparate zu sehen, darunter von Spix gesammelte und beschriebene Originale. Die Dauerausstellung Lebensraum Amazonas zeigt Reptilien, verschiedene Vogelarten, einen Hyazinth-Ara sowie Wollaffe, Wickelbär, Zweifingerfaultier und andere Säugetiere. Es handelt sich dabei nicht um Originale von der Forschungsreise, sondern um vergleichbare Exemplare aus der von Spix besuchten Region, die das Münchner Museum Mensch und Natur als Leihgaben zur Verfügung gestellt hat.

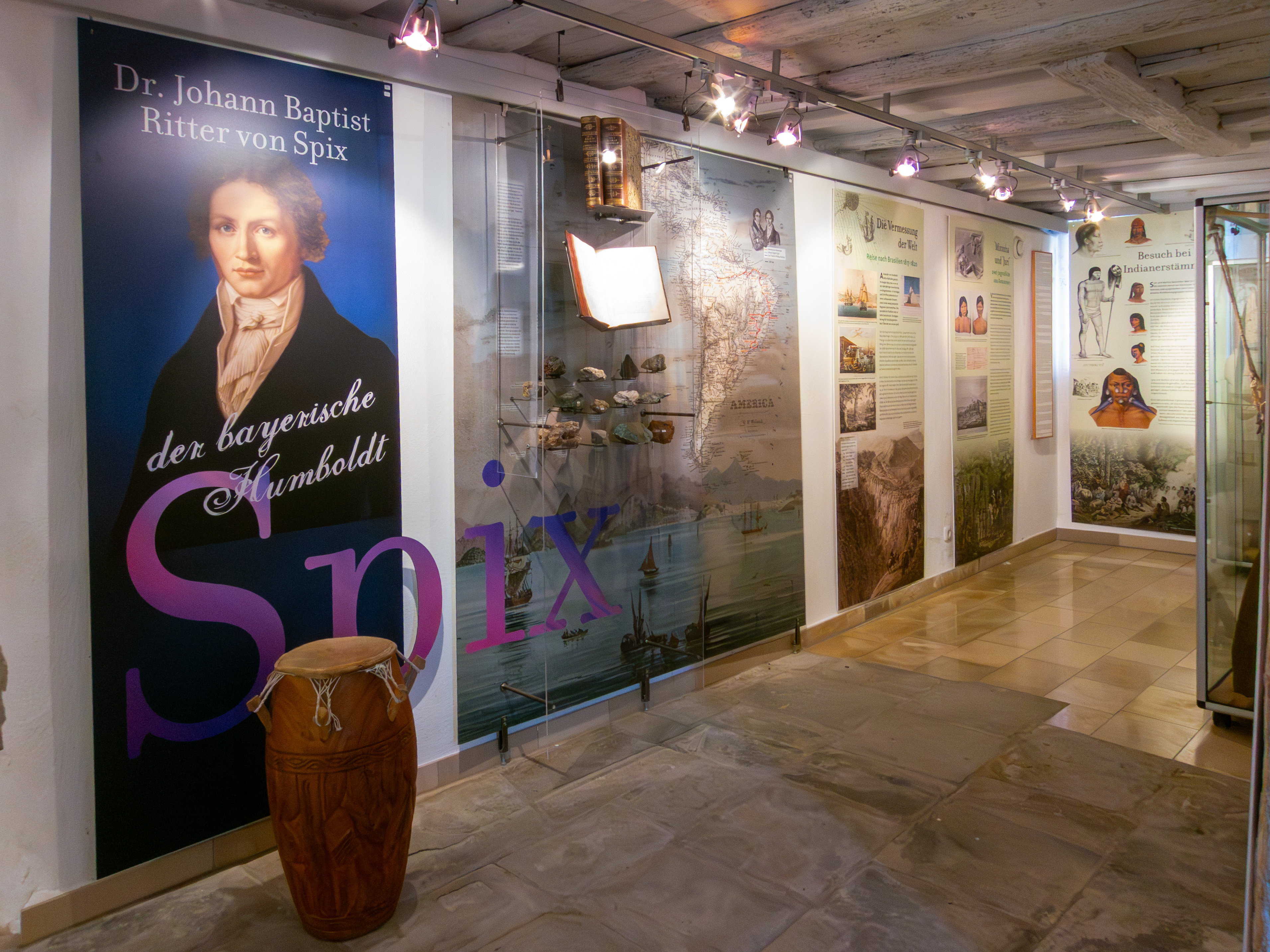
Ausstellung im Spix-Museum
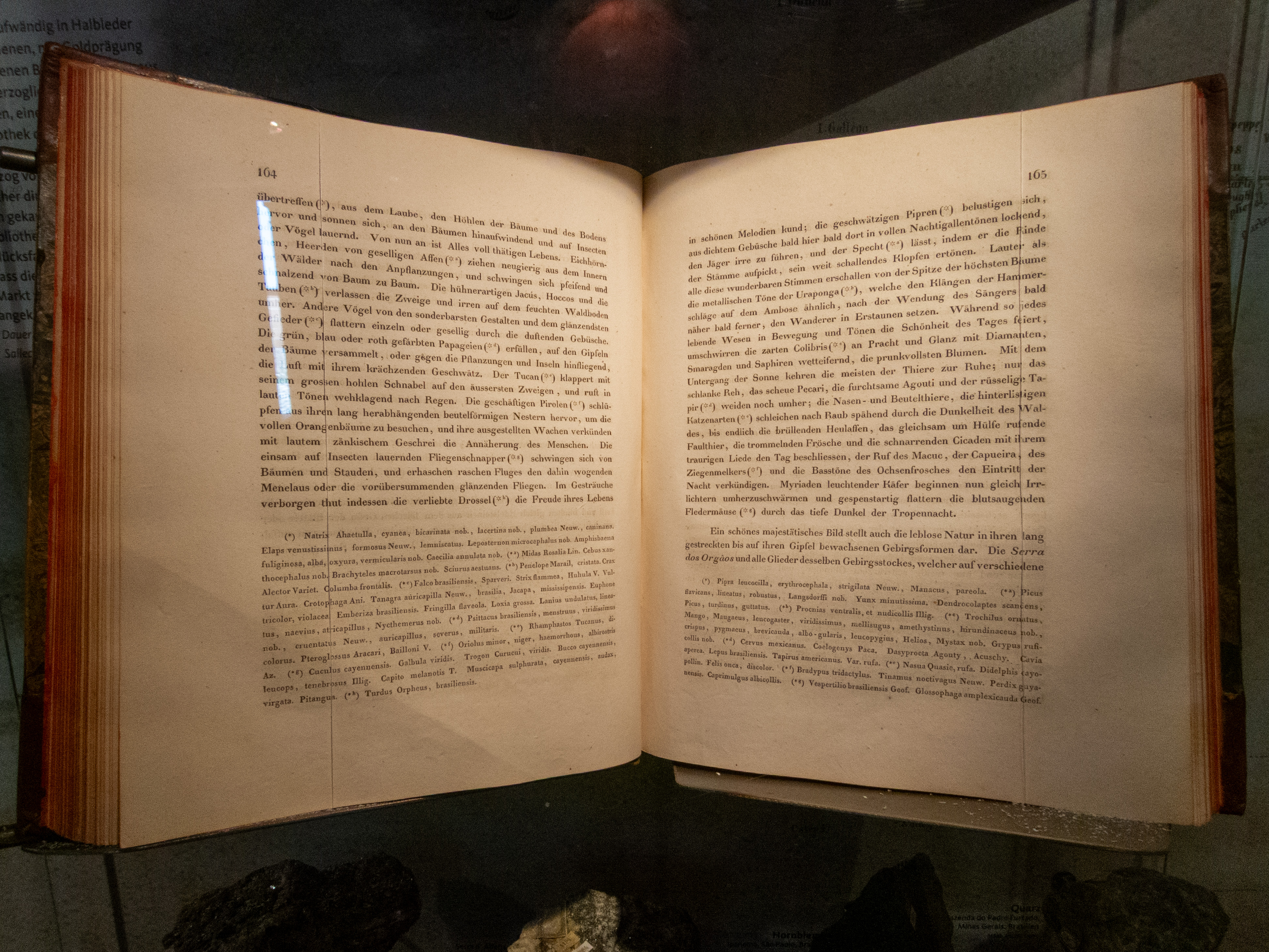
Erster Band der Reise in Brasilien
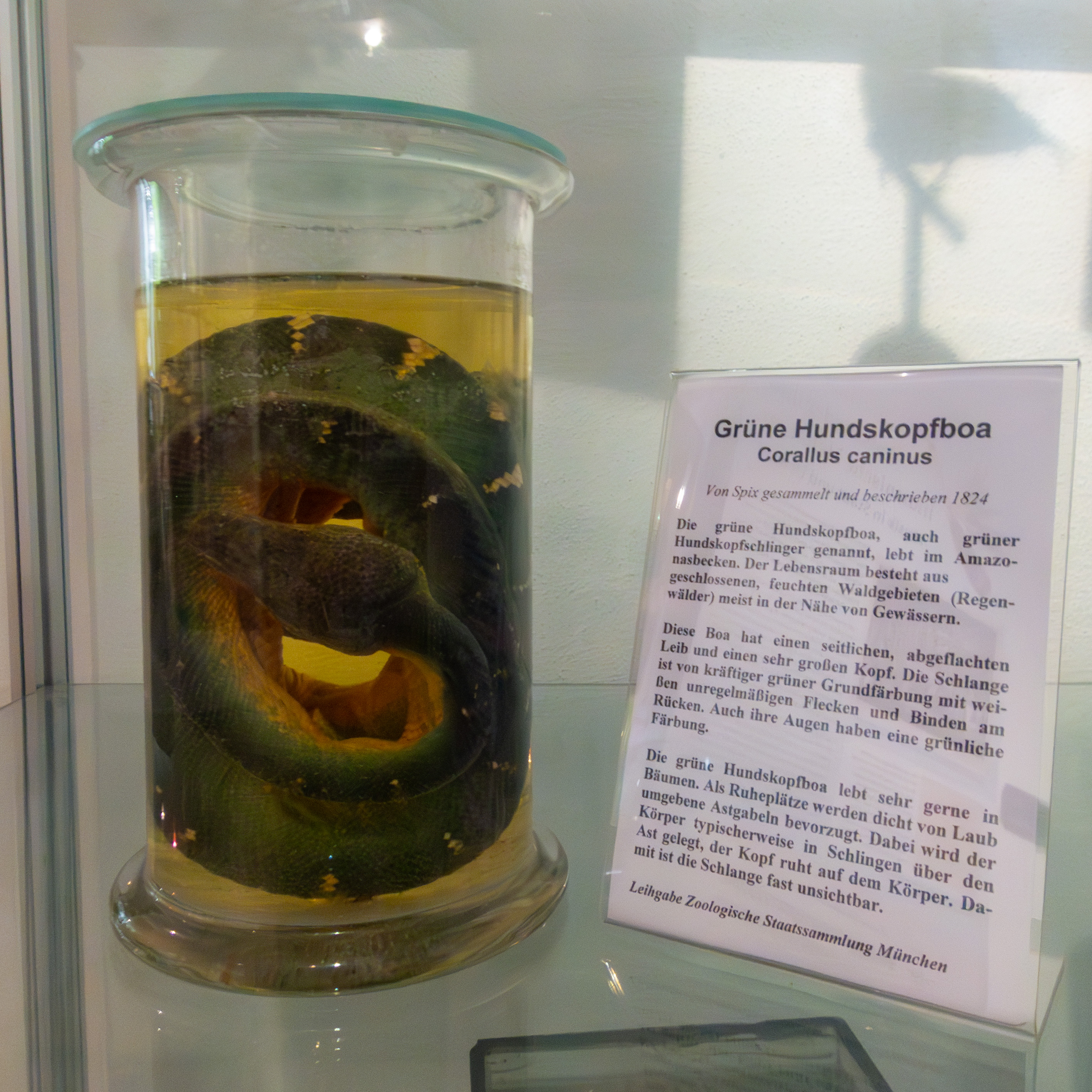
Präparat einer Grünen Hundskopfboa
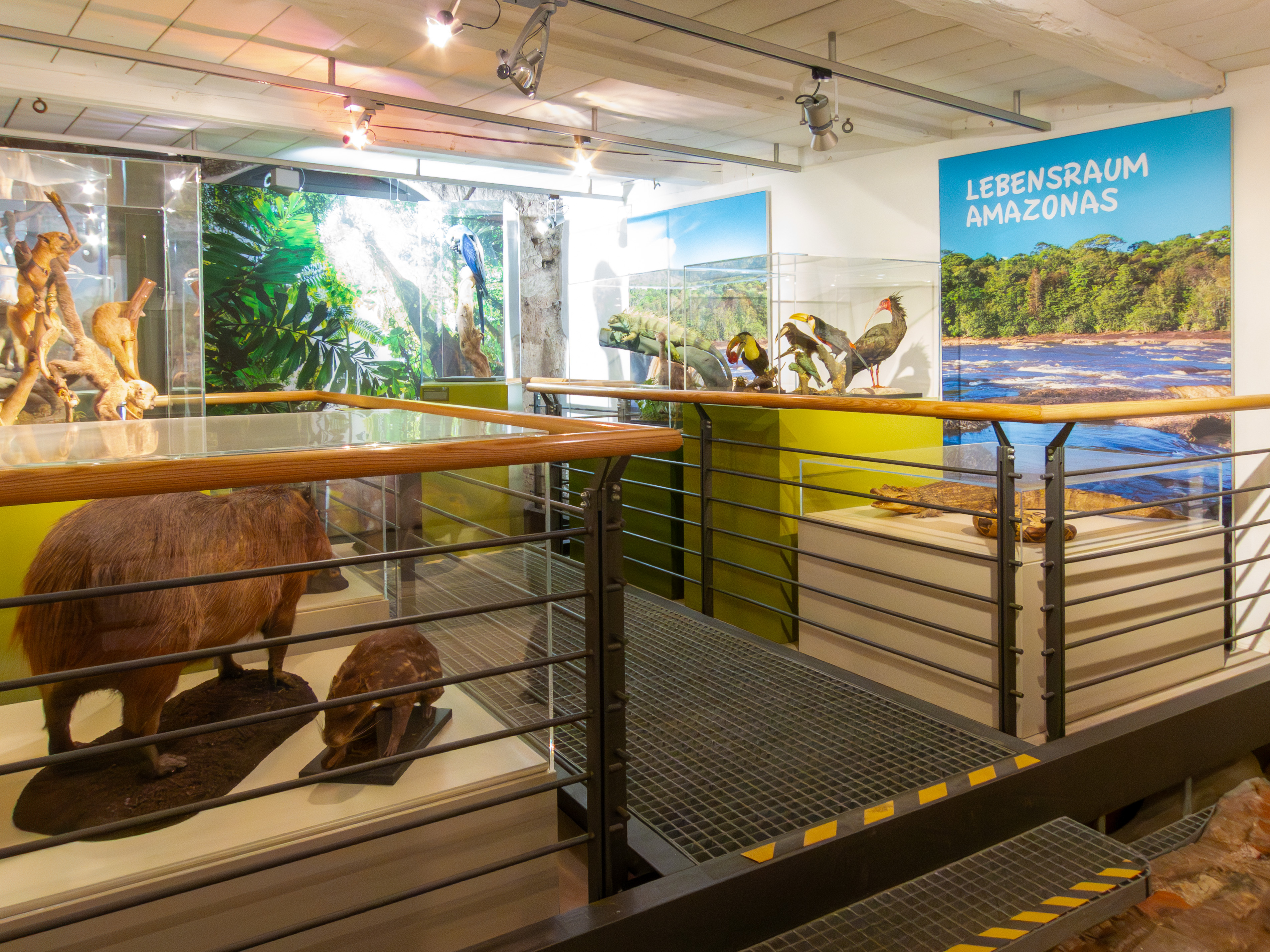
Ausstellung Lebensraum Amazonas